# Ambient-Möbel
Ein Ambient-Möbel ist ein Ausstattungsgegenstand eines Wohnraumes, der durch seine Präsenz, aber viel mehr noch durch seine Funktion den Raum in der Wahrnehmung für den Bewohner verändert. Dabei werden die klassischen passiven Funktionen der Möbel wie Aufbewahrung, Arbeitsfläche und Sitzgelegenheit mit aktiven Funktionen kombiniert. Inzwischen zählen dazu Bild, Ton und Licht, die durch den kreativen Einsatz von elektrischen oder elektronischen Komponenten die Stimmung eines Raumes entscheidend beeinflussen können.
Gerade Farben und Töne können so die Stimmung der Bewohner verstärken oder auch verändern, je nach Vorliebe der Nutzer und Konfiguration des Möbels. Schon 1975 begann Brian Eno damit, Musik als Raumelement, als „Möbel“ zu betrachten. Auf innovativen Platten wie Music For Airports und Discreet Music inszenierte er eine musique d’ameublement, die den Zuhörer umgibt wie ein Stuhl oder Tisch, ebenso wie Licht und Farbe. So vereinigen sich Musik und die Gegenständen der Umgebung zu einem alle Sinne ansprechenden Ganzen. Dieser von Erik Satie in den 1920er Jahren entwickelte Gedanke wird bei Ambient-Möbel konsequent weiterentwickelt durch die Integration von Optik, Haptik und Interaktivität.
Neben den künstlerischen Aspekten wird die Einbettung von Technologie in Möbel auch durch die Informationswissenschaften vorangetrieben. Dieses Konzept, bekannt unter dem Begriff Ambient Intelligence, nutzt Sensoren und Aktoren unter anderem in Möbeln, um den Menschen von vernetzen Systemen zu umgeben. Neben der Prüfung von Vitalfunktionen und der Erleichterung der Mensch-Maschine-Interaktion steht vor allem die Vereinfachung von Alltags-Aufgaben im Vordergrund dieser Entwicklung.
Kommerziell konnte sich diese Möbelart jedoch noch nicht durchsetzen, sodass viele Ideen zurzeit nur als Einzelstücke existieren.

## Beispiele
- Drift Table[1]
- La-Z-Boy Explorer Net-enabled recliner[2]
- The Sensing Beds[3]
- Ambient Internet Radio[4]
- Red Cubes[5]
- The Cameleon Lamp[6]
- UbiTable[7]